# Квартирний щиток

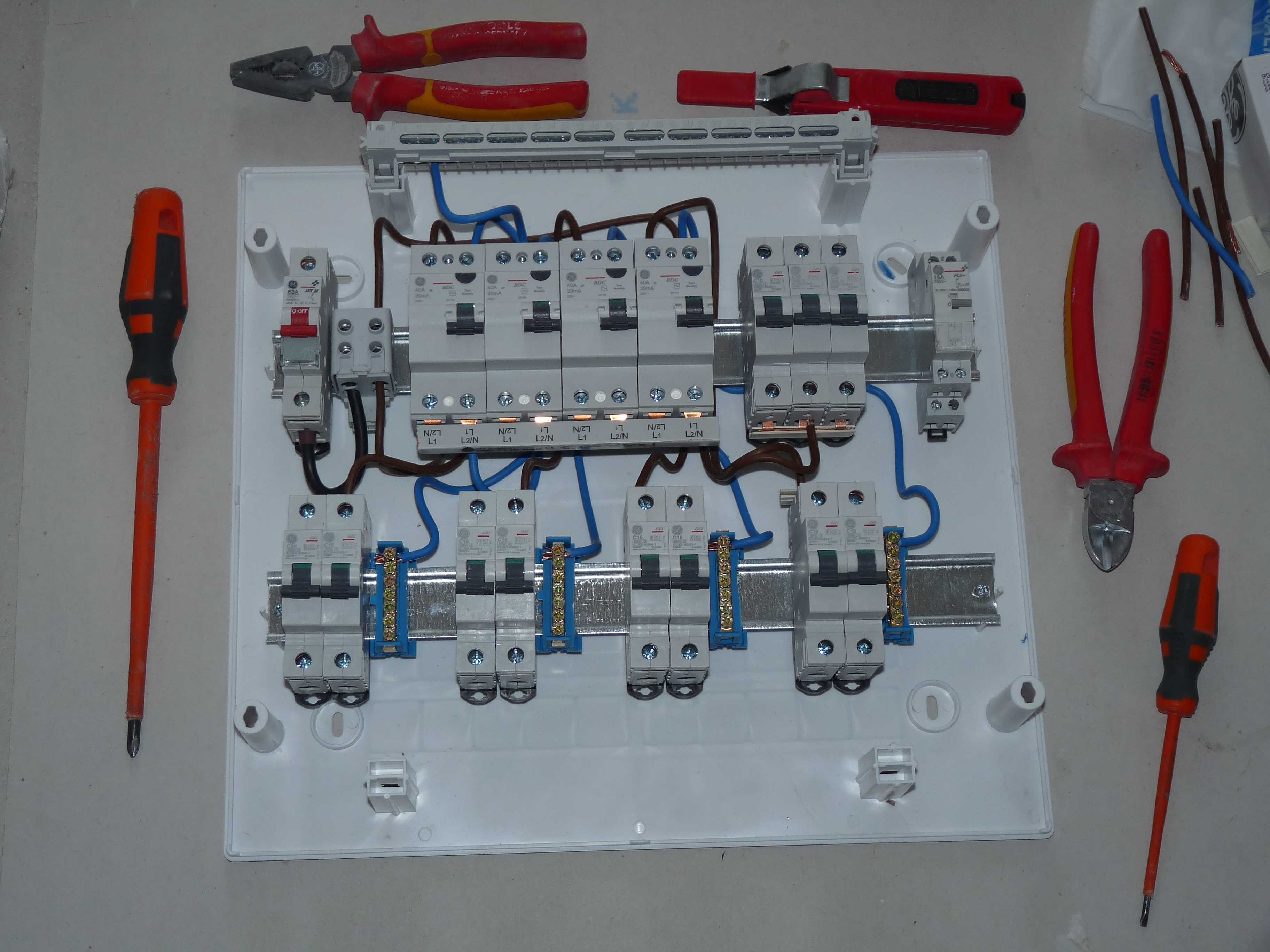
збірка однофазного квартирного щитка для 3-кімнатної квартири

Кварти́рний щито́к — груповий щиток, установлений у квартирі і призначений для приєднання мережі, від якої живляться світильники, штепсельні розетки та стаціонарні електроприймачі квартири.